# Ellipes gambardellai
Ellipes gambardellai är en insektsart som beskrevs av Günther, K.K. 1972. Ellipes gambardellai ingår i släktet Ellipes och familjen Tridactylidae. Inga underarter finns listade i Catalogue of Life.